# Hasan Mushaima
Hasan Mushaima (em árabe: حسن مشيمع) é um líder de oposição no Bahrein e secretário-geral do Movimento Haq, grupo importante de oposição política, fundado em 2005. Participa de campanhas por direitos democráticos em seu país. Em 2010, viajou à Inglaterra para se tratar de um câncer de pulmão. Mushaima pretendia voltar ao Bahrein, porém o opositor foi detido no Líbano, possivelmente a pedido do governo do Bahrein. No dia 26 de fevereiro de 2011, Mushaima retornou ao seu país.